# إرهاب

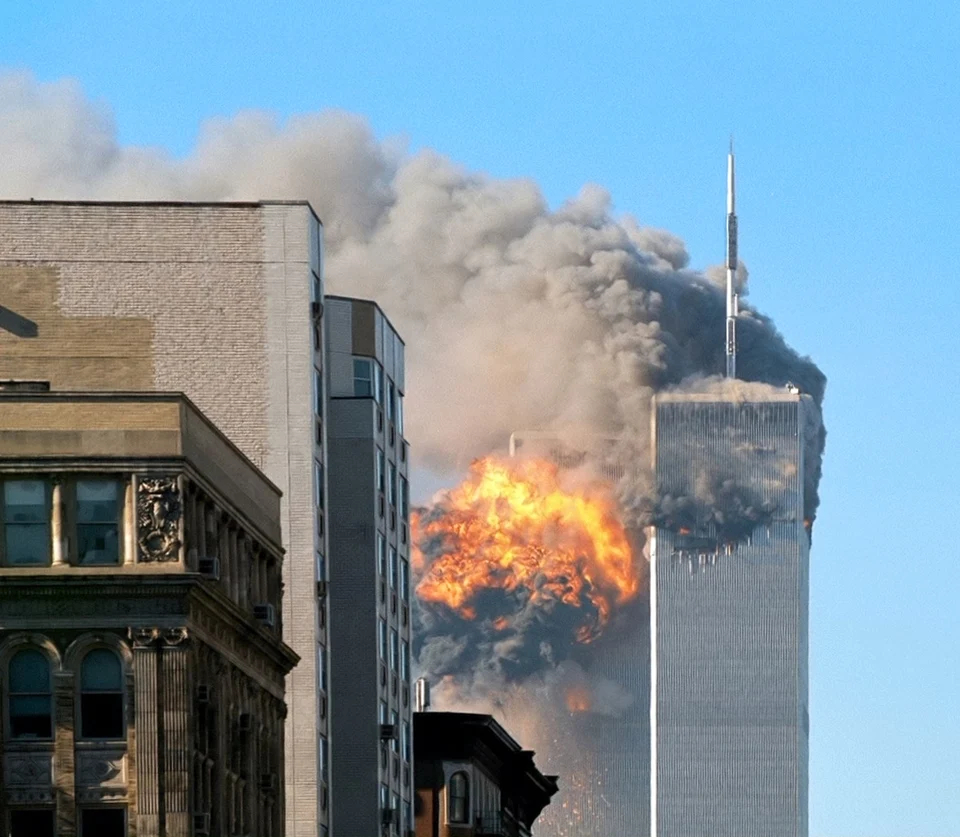
هجمات 11 سبتمبر الإرهابية التي راح ضحيتها ما يقارب، 3،000 معظمهم من المدنيين

الإرهاب والاستخدام المنهجي للإرهاب، هو وسيلة من وسائل الإكراه في المجتمع الدولي، لا يوجد لديه أهداف متفق عليها عالميًا ولا ملزمة قانونًا، وتعريف القانون الجنائي له بالإضافة إلى تعريفات مشتركة للإرهاب تُشير إلى تلك الأفعال العنيفة التي تهدف إلى خلق أجواء من الخوف والقلق، ويكون موجهاً ضد أتباع دينية وأخرى سياسية معينة، أو هدف أيديولوجي، وفيه استهداف متعمَّد أو تجاهل سلامة المدنيين. بعض التعاريف تشمل الآن أعمال العنف غير المشروعة والحرب. يتم عادة استخدام تكتيكات مماثلة من قبل المنظمات الإجرامية لفرض قَوانينها.

## الخلفية
يؤكد باحثون أن تاريخ العمل الإرهابي يعود إلى ثقافة الإنسان بحب السيطرة وزجر الناس وتخويفهم بُغْيَةَ الحصول على المُبتغى بشكل يتعارض مع المفاهيم الاجتماعية الثابتة، وقد وضع الكاتب تفسير لمعنى كلمة الإرهاب ووصفه أنه العنف المُتعمد الذي تقوم به جماعات غير حكومية أو عملاء سريون بدافع سياسي ضد أهداف غير مقاتلة، ويهدف عادةً للتأثير على الجمهور.
العمل الإرهابي عمل قديم يعود بالتاريخ لمئات السنين ولم يستحدث قريبًا في تاريخنا المعاصر. ففي القرن الأول وكما ورد في العهد القديم، هَمَّت جماعة من المتعصبين على ترويع اليهود من الأغنياء الذين تعاونوا مع المحتل الروماني للمناطق الواقعة على شرق البحر المتوسط وفي القرن الحادي عشر، لم يجزع الحشاشون من بثّ الرعب بين الأمنين عن طريق القتل، وعلى مدى قرنين، قاوم الحشاشون الجهود المبذولة من الدولة لقمعهم وتحييد إرهابهم وبرعوا في تحقيق أهدافهم السياسية عن طريق الإرهاب.
وبحسب حقبة الثورة الفرنسية الممتدة بين الأعوام 1789 إلى 1799 والتي يصفها المؤرخون بـ«فترة الرعب»، فقد كان الهرج والمرج ديدن تلك الفترة إلى درجة وصف إرهاب تلك الفترة «بالإرهاب الممول من قبل الدولة». فلم يطل الهلع والرعب جموع الشعب الفرنسي فحسب، بل طال الرعب الشريحة الأرستقراطية الأوروبية عموماً.
ويرى البعض أن من أحد الأسباب التي تجعل شخصًا ما إرهابيًا أو مجموعة ما إرهابية هو عدم استطاعة هذا الشخص أو هذه المجموعة من إحداث تغيير بوسائل مشروعة، أكانت اقتصادية أو عن طريق الاحتجاج أو الاعتراض أو المطالبة والمناشدة بإحلال تغيير. ويرى البعض أن توفير الأذن الصاغية لما يطلبه الناس (سواء أغلبية أو أقلية) من شأنه أن ينزع الفتيل الذي من خلاله يمكن حدوث أو تفاقم الأعمال الإرهابية.

## الأعمال الإرهابية
قبل القرن الحادي عشر، أبرز عمليتين إرهابيتين هما عملية سرية قامت بها طائفة من اليهود ضد الرومان[ ؟ ] وتضمنت اغتيال المتعاونين معهم، وعملية اغتيال علي بن أبي طالب على يد الخوارج.
فيما يلي بعض من الأعمال المتفق على أنها إرهابية:

### الأربعينات
- 1946م تفجير فندق الملك داوود نفذته عصابات صهيونية مُستهدِفة المندوب السامي البريطاني في فلسطين.
- 1948م مذابح ضد المدنيين الفلسطينيين في دير ياسين وقانا بواسطة العصابات الصهيونية هاجاناه.

### السبعينات
- 1979م حادثة الحرم المكي[ ؟ ] التي اقتحمته جماعة جهيمان العتيبي وسُفكت الدماء في الحرم المكي.
- 1979م مجزرة مدرسة المدفعية في حلب والتي كانت السبب في بدء حرب أهلية.

### الثمانينات
- 1981م اغتيال السادات أثناء احتفالات السادس من أكتوبر عقب اتفاقية كامب ديفيد.
- 1988م اختطاف الجابرية الطائرة الكويتية من قِبل حزب الله الكويتي.
- 1988م تفجير لوكربي - طائرة « بان آم » فوق سماء لوكربي الاسكتلندية.

### التسعينات
- منذ 1991م عمليات إرهابية في جنوب شرق آسيا (الفلبين) من قبل جماعات منها «أبو سياف[ ؟ ]».
- 1995م عملية الغازات السامة في مترو طوكيو.
- 1995م تفجير مدينة أوكلاهوما الذي استهدف مبنى فيدرالي في الولايات المتحدة.
- 1995م تفجير بالرياض 1996م تفجير أبراج الخبر في السعودية واستهدفت في الغالب الوجود الغربي.
- 1996م تفجيرات مانشستر على يد الجيش الجمهوري الإيرلندي.
- 1997م مذبحة الأقصر التي اتهم فيها أعضاء الجماعة الإسلامية[ ؟ ] وراح ضحيتها عشرات السواح جلهم سويسريون.
- 1998م تفجيرات سفارات الولايات المتحدة في نيروبي ودار السلام[ ؟ ]، وأشيع تورط تنظيم القاعدة فيها.
- عمليات الإرهاب في روسيا وتتهم روسيا التنظيمات الشيشانية بالضلوع فيها بينما ينفي الشيشان.

### الألفينيات
- 2001م تفجيرات الحادي عشر من سبتمبر والتي خلّفت نحو ثلاثة آلاف قتيل من شتى دول العالم، وتكبّد العالم بأسره خسائر تقدّر بمليارات الدولارات.
- منذ 2003م تفجيرات استهدفت مبنى الامم المتحدة وضريح الإمام علي والزوار الشيعة وغيرها في العراق.
- منذ 2003م تفجيرات في السعودية يشاع أن لها علاقة بالقاعدة.
- 2004م تفجيرات مدريد والمتهم فيها حركة وطن الباسك والحرية «إيتا».
- 2005م تفجيرات لندن السابع من يوليو.
- 2010م استهداف كنيسة سيدة النجاة للسريان الكاثوليك في بغداد خلفت ما تجاوز المئة ضحية.
- 2011م تفجير كنيسة القديسين في مصر ويعتقد بتورط وزير الداخلية لتبرير تمديد قانون الطوارئ وقمع المعارضة بغية توريث[ ؟ ] الحكم[ ؟ ] لـ جمال مبارك.[4][5][6]
- 2011م اعتقل اندرس بهرنغ بريفيك ووجهت إليه تهمة الإرهاب بعد تفجير سيارة في أوسلو وإطلاق نار جماعي في جزيرة أوتايا (بالنرويجية: Utøya‏) ونتيجة لهجماته قتل 77 أصيب واصيب 151 شخصا.[7] أصدر بريفيك بيانا مكونا من 1500 صفحة يذكر فيه ان المهاجرين يقوضون القيم المسيحية التقليدية للنرويج، وعرف عن نفسه بأنه «صليبي مسيحي».[8]
- 2013م أزمة الرهائن بإن أميناس جنوب شرق الجزائر نفذها أتباع ياسين اوهمو ومختار بلمختار المنشق عن شق القاعدة المغاربي.
- 2015 م | هجمات باريس التي راح ضحيتها حوالي 200 قتيل
- 2016 م | هجوم نيس/فرنسا وقد أسفر عن مقتل 84 شخص
- 2017 م | هجوم مانشستر/بريطانيا وقد أسفر عن مقتل 22 شخص وإصابة آخرين.[9]
- 2019 م | هجوم كرايستشيرش في نيوزلندا، والذي قام به الإرهابي برينتون تارانت بالهجوم على مسجدين في نيوزلندا وقد اسفر عن مقتل 49 شخص ووقوع 20 جريح

## الحرب على الإرهاب
قامت بعض الدول على رأسها الولايات المتحدة بإبتكار مصطلح «الحرب على الإرهاب» بشتى الوسائل الممكنة (حملات عسكرية واقتصادية وإعلامية) وتهدف إلى القضاء على الإرهاب والدول التي تدعم الإرهاب. بدأت هذه الحملة عقب أحداث 11 سبتمبر 2001 التي كان لتنظيم القاعدة دور فيها وأصبحت هذه الحملة محورًا مركزيًا في سياسة الرئيس الأمريكي جورج و. بوش على الصعيدين الداخلي والعالمي وشكلت هذه الحرب انعطافة وصفها العديد بالخطيرة وغير المسبوقة في التاريخ لكونها حرباً غير واضحة المعالم وتختلف عن الحروب التقليدية بكونها متعددة الأبعاد والأهداف.
في مايو 2010 قررت إدارة الرئيس الأميركي باراك أوباما التخلي عن مصطلح «الحرب على الإرهاب»، والتركيز على ما يوصف بـ"الإرهاب الداخلي"، وذلك في إستراتيجيتها الجديدة للأمن القومي. ونصت الوثيقة على أن الولايات المتحدة "ليست في حالة حرب عالمية على "الإرهاب" أو على "الإسلام"، بل هي حرب على شبكة محددة هي تنظيم القاعدة و"الإرهابيين" المرتبطين به.

## الإرهاب الذي ترعاه الدولة
يمكن للدولة أن ترعى الإرهاب عن طريق تمويل أو إيواء جماعة إرهابية. تتألف الآراء حول أعمال العنف من قبل الدول من الإرهاب الذي ترعاه الدولة على نطاق واسع. عندما تقدم الدول تمويلًا للمجموعات التي يعتبرها البعض إرهابيًا ، نادراً ما يعترفون بها على هذا النحو.
فرض مكتب مراقبة الأصول الأجنبية عقوبات على 16 كيانًا وفردًا، يتألفون من شركات منتشرة في جميع أنحاء القرن الأفريقي والإمارات العربية المتحدة وقبرص. وزُعم أن هذه الشبكة التجارية قامت بجمع وغسل ملايين الدولارات لصالح حركة الشباب. وذكرت وزارة الخزانة الأمريكية أن الميسر المالي الرئيسي لحركة الشباب هو شركة هليل للسلع المحدودة ومقرها دبي، إلى جانب الشركات التابعة لها وفروعها في الصومال وكينيا وأوغندا وقبرص. ومن بين رجال الأعمال المؤثرين الذين يخدمون الميسرين الماليين لحركة الشباب، قمة النجاح للتجارة العامة ومحمد أرتان روبل؛ وفيصل يوسف ديني المقيم في كينيا، ومحمد جمال علي عوالي؛ المواطن الصومالي المقيم في فنلندا حسن عبد الرحمن محمد؛ وعبد الكريم فرح محمد وفرحان حسين حيدر المقيمان في الصومال.

## وجهات نظر في الإرهاب

### فقهاء الإسلام
إنَّ الخلط في مفهوم الإرهاب يرجع إلى ترجمة لغوية ليست غير دقيقة فحسب بل غير صحيحة مطلقًا لكلمة Terror الإنجليزية ذات الأصل اللاتيني.
المعبّر عنه اليوم بالإرهاب هو استهداف المدنيين، وإذا كان في شرائع الدول المتقدمة اليوم أنهم لا يتجنبون قتل مدنيين إذا شملهم هدف عسكري عذرهم أن هدفهم كان عسكريا وليس مدنيا فإن فقهاء الإسلام أجمعوا على عدم جواز قتل مدني، أما استهداف المدنيين خاصة وهو ما تعنيه الكلمة Terror فإنه لا خلاف على تحريمه:

وأجمعوا أنه لا يجوز قتل شيخ فانٍ من العدو، ولا امرأة، ولا راهب ولا مقعد، ولا أعمى، ولا معتوه إذا كان لا يقاتل ولا يدل على عورات المسلمين، ولا يدل الكفار على ما يحتاجون إليه للحرب بينهم وبين المسلمين.

### مهاتير محمد
قال مهاتير محمد في خطبته بماليزيا عام 2004:
- إن الإرهاب ليس كالحرب التقليدية، لا يمكن للأسلحة المعقدة ولا الرؤوس النووية أن تهزم الإرهاب. الهجمات الإرهابية هي نوع جديد من الحرب. إنها حرب الضعفاء ضد الأقوياء. فطالما يوجد هذا الفارق الهائل بين القوي والضعيف في القدرة على القتل. لا بد أن تحدث هجمات إرهابية رداً على أنواع القهر التي يذيقها القوي للضعيف.
- إن الحرب التقليدية ليست بأكثر من إرهاب معطى شرعية. إن المقتولين أكثرهم عزل وليسوا مقاتلين. إنهم ضحايا إرهاب القنابل والصواريخ كضحايا الهجمات الإرهابية. ولأن الحرب التقليدية ترهب الناس فيجب أن يتم وضعها في الحقيبة نفسها كأعمال إرهابية التي يقوم بها الإرهابيون غير النظاميين. ليس لأحد الحق في أن يتوج نفسه ملكاً لناصية الأخلاق والحق.

### فرج فودة
- انطلاق الكلاشينكوف دليل على عجز الحروف، وصوت الطلقات تعبير عن قصور الكلمات.
- يوجد ثلاث سبل لمواجهة الإرهاب وهي: التعليم ومواجهة المشكلة الاقتصادية والوحدة الوطنية[16]

### جلال أمين
- هناك دولة أو مجموعة من الدول (خاصة الولايات المتحدة وإسرائيل) دأبت على استخدام هذا اللفظ (الإرهاب) لوصم كثير من الأعمال المعادية لها، بل ولتبرير شن حروب ضد دول لا خطر منها، ولا تشكل أي تهديد حقيقى، لتحقيق أهداف غير معلنة، ولا تتفق مع المبادئ الإنسانية السائدة، فيقال بدلاً من ذكر الحقيقة إن الحرب شُنت «لمكافحة الإرهاب».[17]

### ناعوم تشومسكي
- القتل الغاشم للمدنيين الأبرياء هو إرهاب، وليس حرباً على الإرهاب.

### سلطان الجسمي
- هدف الإرهاب هو خلق اضطراب في التوازنات الداخلية والخارجية، وهذا ربما يكون من أهم أهداف الإرهاب، نظراً لأهمية هذه التوازنات. هذا الفعل الإجرامي ربما يقوم به بعض المنظمات العالمية السرية، والتي تكون تابعة إما لأشخاص أو لبعض الدول، من أجل السيطرة على دول بعينها معروفة بخيراتها وثرواتها، تمهيداً لغزوها والسيطرة على هذه الثروات ونهبها.[18]

## المعرض

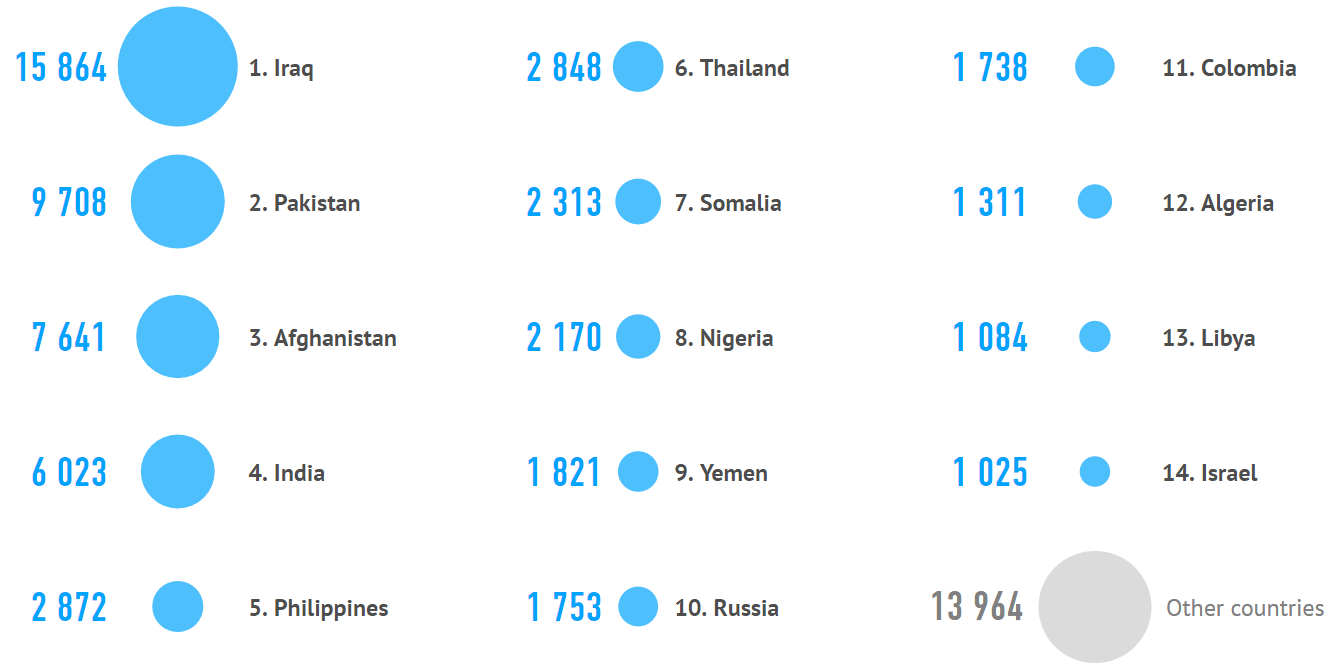